# 布朗大学工程学院
布朗大学工程学院（英语：Brown University School of Engineering）是位于美国罗德岛州普罗维登斯的一所工程学院，隶属于布朗大学。学院提供本科和研究生课程。虽然学生理论上可以在大学二年级结束以前都可以决定是否选工程为专业方向，但若要选择工科专业必须要从大一第一学期开始就选择工科课程。